# ISO 3166-2:KZ
ISO 3166-2:KZ é a entrada no ISO 3166-2, parte do padrão ISO 3166 publicado pela Organização Internacional para Padronização (ISO), que define códigos para  os nomes das principais subdivisões do Cazaquistão (cujo código ISO 3166-1 alfa-2 é KZ).
Atualmente 2 cidades e 14 regiões têm códigos atribuídos. Cada código começa com KZ-, seguido de três letras.

## Códigos atuais
Códigos e nomes de subdivisões estão listados como no padrão oficial publicado pelo ISO 3166 Agência de Manutenção (ISO 3166/MA). Clique no botão no cabeçalho para classificar cada tipo de coluna.
| Código | Nome da subdivisão em Kazakh (kk) | Nome da subdivisão em Russo (ru) (Sistema de romanização: BGN/PCGN) | Nome da subdivisão em Russo (ru) (Sistema de romanização: GOST) | Categoria da subdivisão |
| ------ | --------------------------------- | ------------------------------------------------------------------- | --------------------------------------------------------------- | ----------------------- |
| KZ-ALA | Almaty                            | Almaty                                                              | Almaty                                                          | cidade                  |
| KZ-AST | Astana                            | Astana                                                              | Astana                                                          | cidade                  |
| KZ-ALM | Almaty (região)                   | Almatinskaya oblast'                                                | Almatinskaja oblast'                                            | região                  |
| KZ-AKM | Aqmola (região)                   | Akmolinskaya oblast'                                                | Akmolinskaja oblast'                                            | região                  |
| KZ-AKT | Aqtöbe (região)                   | Aktyubinskaya oblast'                                               | Aktjubinskaja oblast'                                           | região                  |
| KZ-ATY | Atyraū (região)                   | Atyrauskaya oblast'                                                 | Atyrauskaja oblast'                                             | região                  |
| KZ-ZAP | Batys Qazaqstan (região)          | Zapadno-Kazakhstanskaya oblast'                                     | Zapadno-Kazahstanskaja oblast'                                  | região                  |
| KZ-MAN | Mangghystaū (região)              | Mangistauskaya oblast'                                              | Mangystauskaja oblast'                                          | região                  |
| KZ-YUZ | Ongtüstik Qazaqstan (região)      | Yuzhno-Kazakhstankaya oblast'                                       | Južno-Kazahstankaja oblast'                                     | região                  |
| KZ-PAV | Pavlodar (região)                 | Pavlodarskaya oblast'                                               | Pavlodarskaja oblast'                                           | região                  |
| KZ-KAR | Qaraghandy (região)               | Karagandinskaya oblast'                                             | Karagandinskaja oblast'                                         | região                  |
| KZ-KUS | Qostanay (região)                 | Kostanayskaya oblast'                                               | Kostanajskaja oblast'                                           | região                  |
| KZ-KZY | Qyzylorda (região)                | Kyzylordinskaya oblast'                                             | Kyzylordinskaja oblast'                                         | região                  |
| KZ-VOS | Shyghys Qazaqstan (região)        | Vostochno-Kazakhstanskaya oblast'                                   | Vostočno-Kazahstanskaja oblast'                                 | região                  |
| KZ-SEV | Soltüstik Qazaqstan (região)      | Severo-Kazakhstanskaya oblast'                                      | Severo-Kazahstanskaja oblast'                                   | região                  |
| KZ-ZHA | Zhambyl (região)                  | Zhambylskaya oblast'                                                | Žambylskaja oblast'                                             | região                  |

Notas
1. ↑  Bayqongyr, uma cidade que tem status especial, como é atualmente arrendada pela Rússia, teve seu código excluído (Boletim I-4).

## Mudanças
As alterações a seguir à entrada, têm sido feitas e anunciadas em boletins pela ISO 3166/MA desde a primeira publicação da norma ISO 3166-2, em 1998:
| Publicação | Data da publicação | Descrição da mudança no boletim |
| ---------- | ------------------ | --- |
| I-2        | 2002-05-21         | A adição de uma cidade. Nove nomes, dados corrigidos. Lista fonte atualizada (Adicionado: KZ-AST Astana) (kk: Batys Kazakstan oblysy → Batys Quazaqstan oblysy; Ongtüstik Kazakstan oblysy → Ongtüstik Quazaqstan oblysy; Shyghys Kazakstan oblysy → Shyghys Quazaqstan oblysy; Soltüstik Kazakstan oblysy → Soltüstik Quazaqstan oblysy) (ru BGN/PCGN: Mangistauskaya oblast'; Kostanayskaya oblast'; Kyzylordinskaya oblast') (ru GOST: Kostanajskaja oblast'; Kyzylordinskaja oblast') |
| I-3        | 2002-08-20         | Correção de erros: Várias correções de ortografia (kk: Batys Quazaqstan oblysy → Batys Qazaqstan oblysy; Ongtüstik Quazaqstan oblysy → Ongtüstik Qazaqstan oblysy; Shyghys Quazaqstan oblysy → Shyghys Qazaqstan oblysy; Soltüstik Quazaqstan oblysy → Soltüstik Qazaqstan oblysy) |
| I-4        | 2002-12-10         | Remoção de uma cidade da lista (Bayqongyr) (KZ-BAY Bayqongyr (kk), Baykonyr (ru BGN/PCGN), Bajkonyr (ru GOST)) |